# Billy Madison
Billy Madison (Brasil: Billy Madison: Um Herdeiro Bobalhão / Portugal: Um Milionário na Escola) é um filme de comédia estadunidense de 1995 dirigido por Tamra Davis. Estrelado por Adam Sandler no papel-título, junto com Bradley Whitford, Bridgette Wilson, Norm Macdonald e Darren McGavin. O filme foi escrito por Sandler e Tim Herlihy, e produzido por Robert Simonds. Ele fez mais de $26.4 milhões mundialmente e estreou em #1. O filme é sobre um preguiçoso (Billy Madison), que deve voltar para a escola, a fim de assumir a empresa de seu pai. A comédia também conta com Chris Farley e Steve Buscemi com aparições sem créditos. Sandler viria a formar uma empresa de produção, a Happy Madison Productions, em homenagem a uma combinação de personagem-título deste filme e Happy Gilmore.

## Sinopse
A história começa quando Billy Madison (Adam Sandler), o filho de um dono de uma grande rede de hotéis, Brian Madison (Darren McGavin), é descartado por seu pai de tocar o negócio da família, simplesmente porque ele é um completo idiota que só quer saber de farra com os amigos e revistas pornográficas e a empresa pode ir parar nas mãos do ganancioso Eric Gordon (Bradley Whitford), o qual o herdeiro odeia. Billy volta para refazer todas as séries (desde o jardim de infância), cada uma em duas semanas, para mostrar ao seu velho pai que não é “burro” e pode comandar os negócios da família.

## Elenco
- Adam Sandler - Billy Madison
- Bradley Whitford - Eric Gordon
- Bridgette Wilson - Veronica Vaughn
- Chris Farley (não creditado) - Motorista de ônibus
- Darren McGavin - Brian Madison
- Dina Platias - Srta. Lippy
- Garrett Hinchey - Jack
- Hrant Alianak - Pete
- Josh Mostel - Diretor Max Anderson
- Larry Hankin - Carl Alphonse
- Norm Macdonald - Frank
- Steve Buscemi (não creditado) - Danny McGrath
- Theresa Merritt - Juanita

## Recepção da Crítica
Billy Madison recebeu críticas mistas. No Metacritic, o filme tem uma pontuação rara de 16 com base em 13 comentários, afirmando que "Não gosto Esmagadora". Na avaliação do Rotten Tomatoes, que recebeu uma avaliação de 46% pela crítica, com uma avaliação de consenso: "Billy Madison é tarifa imaturo início típico de Adam Sandler, mesmo se encontra momentos de loucura inspirada.".

## Prêmios
- MTV Movie Awards - Melhor Comediante (Adam Sandler - indicado)

## Trilha sonora
- "I'll Tumble 4 Ya" de Culture Club
- "Beat on the Brat" de The Ramones
- "ABC" de The Jackson 5
- "I'm Not the One" de The Cars
- "The Stroke" de Billy Squier
- "Telephone Line" de Electric Light Orchestra
- "Renegade" de Styx